# Dum dum
Cet article concerne l'instrument de musique. Pour la ville indienne, voir Dum Dum. Pour la balle d'arme à feu, voir Balle dum-dum.
Les dunums sont des instruments à percussion de l'ancien empire mandingue qui regroupe la Guinée, l'Est du Mali, l'Ouest du Burkina Faso et le Nord de la Côte d'Ivoire).
Ces tambours sont traditionnellement joués par trois dumdumfolas (joueurs de dum dum) en accompagnement du djembé et de certaines danses africaines et servent de base à de nombreux rythmes africains pour rendre la polyrythmie remarquable. 
Cette famille d'instruments regroupe :
- le kenkeni (aigu), dont le nom est une déformation du nom original kenseréni, le kenken étant la cloche qui se joue avec.
- le sangban (médium),
- le doundounba, dounounba ou dununba (grave), dont le nom signifie simplement gros tambour. C'est aussi une danse pratiquée en Haute-Guinée, dans la région de Kouroussa. Appelée également « danse des hommes forts », elle est pratiquée lors de fêtes de village et durant les cérémonies d'initiation, où on entend particulièrement résonner ses basses.

Le kenkesereni (kenkeni étant une petite cloche) donne le tempo de la polyrythmie, le sangban en donne la mélodie, pendant que le doundounba répond au djembé soliste. C'est souvent par le kenkeni que débute l'apprentissage des futurs djembéfola (joueurs de djembé).

## Facture
Un dum dum est constitué d'un fût cylindrique en bois sur lequel sont tendues deux peaux de vache ou de veau (non rasées), une à chaque extrémité (une peau de frappe et une peau de résonance), et d'un système de tension (cordages avec cerclages métalliques).

## Jeu
Les dum dum sont disposés horizontalement sur des tréteaux, le musicien joue debout. Avec la main droite, le dumdumfola frappe à l'aide d'une baguette en bois, droite ou courbée, la peau de frappe. Avec la main gauche, il fait sonner une cloche fixée au dum dum (style khassonké) avec une tige métallique, un clou, un boulon, ou encore une bague. Ces cloches sont importantes car elles forment, à elles seules, une polyrythmie.
Il existe deux sons :
- ouvert : la peau est frappée au centre, en rebondissant, de façon à laisser le son durer.
- fermé (ou bouché, ou encore étouffé) : la baguette doit "coller à la peau" un instant, de façon que le son ainsi attaqué ne dure pas. Le bouché sonne en général plus aigu que l'ouvert.

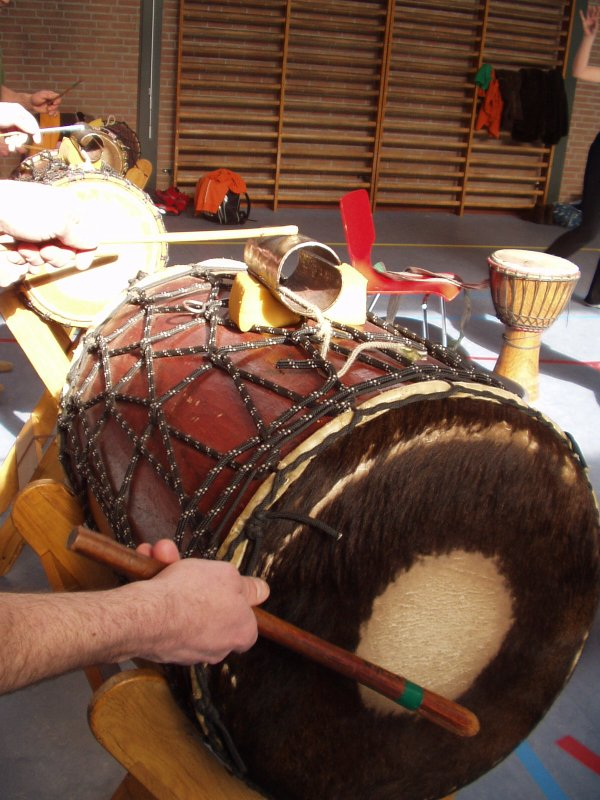
Doundounba
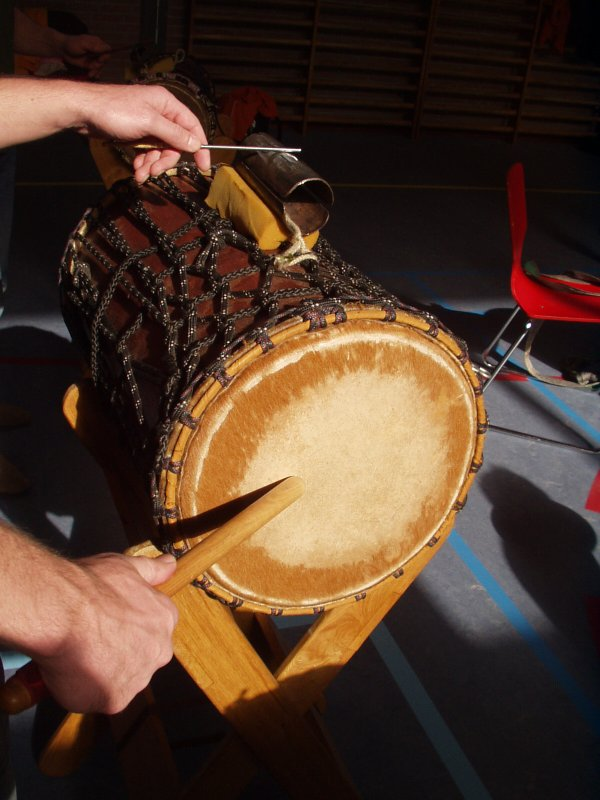
Sangban
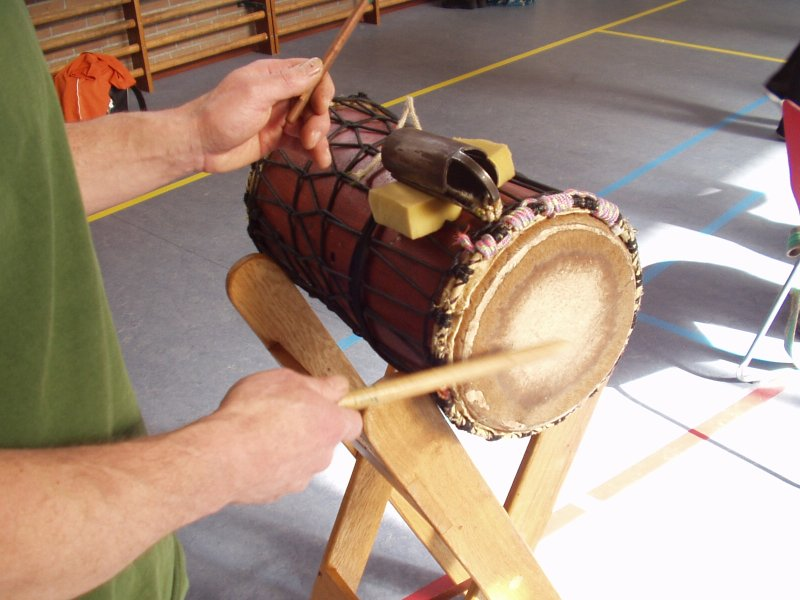
Kenkeni